# Alondra Bentley
Alondra Bentley (Lancaster, 25 de enero de 1983) es una cantante folk pop española de origen británico. De madre inglesa y padre español, nació y vivió sus primeros años en Lancaster, mudándose después a Murcia.

## Historia
Bentley nació el 25 de enero de 1983 en la localidad británica de Lancaster, y a los cuatro o cinco años se mudó con su familia al sureste de España, en concreto a Murcia, donde creció en un ambiente con gran influencia musical.

### Inicios musicales

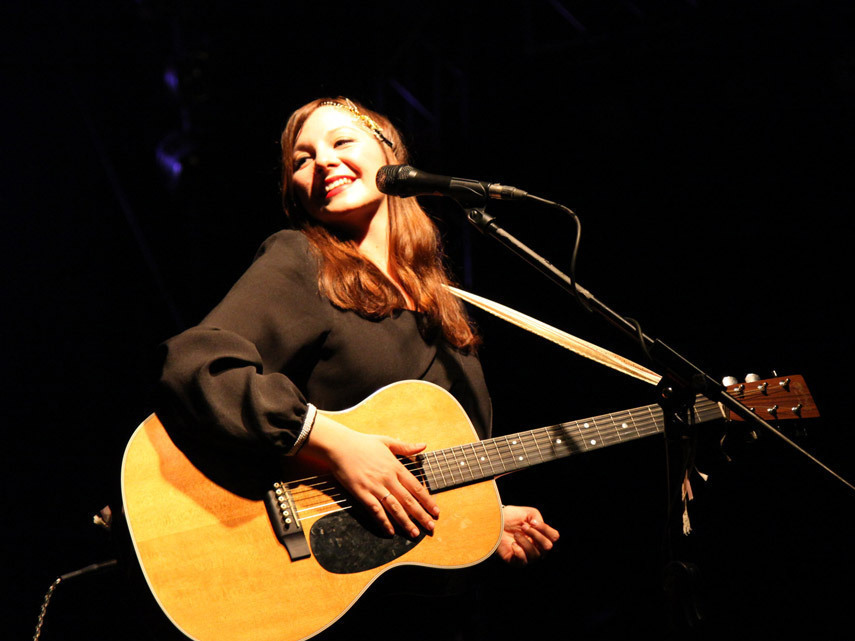
Alondra Bentley en Pekín en 2014.

Sus primeras maquetas las firmó con el seudónimo de Ladybird allá por el año 2003. Bajo ese nombre la conocieron los hermanos José y Andrés Perelló, integrantes del grupo heavy Clom, y que querían comenzar un proyecto más pop. Junto a Alondra, Juan Pedro Gálvez (Irasshai) y Luis José Argemí fundaron First Aid, que acabó siendo un grupo efímero, cuyo único momento reseñable fue llegar a la final, en la modalidad pop-rock, del concurso murciano para jóvenes promesas Creajoven 2004.

### Primeros éxitos
Tan solo un año después, ya con el apellido materno, Alondra venció en ese mismo certamen, el Creajoven, en la categoría cantautores. Fue la victoria en dicho concurso el espaldarazo necesario para dedicarse decididamente a la carrera en solitario.
En 2006, en el concurso de nuevos talentos de la Sala Stereo, Stereo Live!, fue una de los tres finalistas, junto a Playmovil (ganadores) y Stefunny 6.
Junto a los también murcianos Klaus & Kinski, alcanzó las semifinales del Proyecto Demo 2008, organizado por el FIB Heineken, Radio 3 y MTV España.
El 14 de septiembre de 2008 fue cabeza de cartel del Festival Independiente de Cañada en Cañada de la Cruz, localidad murciana donde compartió escenario con Playmovil, Stefunny 6, Ninguno, Yumalla, Diverxión y Winnie de Punk.

### Edición del primer álbum
Cuatro años después de lanzarse a componer en solitario editó su debut. Ashfield Avenue es el título de su primer álbum en solitario, publicado en marzo de 2009. Grabado en noviembre de 2008 en el estudio de Paco Loco, contó con la producción de César Verdú y los arreglos de Joserra Senperena (La Buena Vida), el disco está dedicado a su madre, fallecida meses antes de su salida a la venta. El título hace referencia a la calle donde vivían sus padres en Lancaster cuando ella nació: "Es donde vivía en Lancaster. Lo elegí por eso y por su significado: la avenida del prado de cenizas". Bentley contó con la colaboración de numerosos amigos en la grabación, como Isobel Knowles (Architecture in Helsinki), Fino Oyonarte, Joaquín Pascual (Surfin' Bichos), Xema Fuertes (Ciudadano), The Ladybug Transistor, Muni Camón, Vicente Pigmy Macía o Xel Pereda.
Durante 2009 participó en multitud de festivales musicales, como el Primavera Sound de Barcelona (mayo), La Mar de Músicas, en Cartagena, compartiendo con Lidia Damunt y Laura More el escenario "Nosotras somos de aquí"; el F.M. Pop en Lucena (Córdoba) (11 de julio); el Sonorama en Aranda de Duero; el Festival de Músicas Alternativas (o Festival Octubre) de Ayora; y el Vandia, festival de voces femeninas organizado por el colectivo Laika en Valladolid.  
También participó en las celebraciones del Día de la Música convocadas por Heineken, tanto en la elaboración de una versión de "Crazy" de Gnarls Barkley junto a Templeton, como en el concierto que organizaron en Barcelona. Actuó como telonera de grupos internacionales como Elvis Perkins in Dearland, y participó en el concierto homenaje a Nick Drake organizado por la Sala Galileo Galilei en el 40 aniversario de su primer álbum.
Como buena profeta en su tierra, participó en la tercera edición del festival SOS 4.8, en el que la cabeza de cartel correspondía a Franz Ferdinand.

## Acompañantes
Bentley se hace acompañar, en ocasiones, de músicos de apoyo como Caio Bellvesser (contrabajo, piano), Xema Fuertes (guitarra, banjo y timple) y Pepe Andreu (trompeta y fiscorno)

## Discografía
- 2018: Solar System (mont ventoux).
- 2015: Resolutions  (Gran Derby Records).[32]
- 2012: The Garden Room  (Gran Derby Records).
- 2009: Sings for children, It’s holidays (Gran Derby Records).
- 2009: Ashfield Avenue (Absolute Beginners Records).

### Colaboraciones
- 2009: "Crazy", con Templeton para el Día de la Música Heineken.
- 2005: Creajoven 05.[33]

### Vídeos musicales
- "I Feel Alive".[34]
- "Still Be There".[34]
- "Don´t worry Daddy" [35]

## Influencias
Bentley inició su carrera dentro de la ola de cantautoras folk que se dio en España entre 2008 y 2009, y que incluía, entre otras, a Russian Red, Anni B Sweet, La Bien Querida o Zahara. Según evidencia Angèle Leciel, "encontramos referencias claras y directas a Ainara LeGardon en los temas más folk americana o más oscuros (como ‘Meltdown’, ‘Star for Mummy’ o la melancólica ‘Still Be There’) o a Aroah en el lado más pop (’Shine’ o ‘I Feel Alive’)." David Saavedra, por su parte, la compara con Vashti Bunyan, al igual que Eduardo Guillot, quien añade dos nombres, Karen Dalton y Jolie Holland. Otros nombres que aparecen son Joni Mitchell, Nina Simone, Judy Garland, Judy Collins o Nick Drake.

## Premios y reconocimientos
Su álbum debut, Ashfield Avenue, fue elegido de los mejores del año 2009 por Indienauta, Indiespot y Mondo Sonoro.
Asimismo, la canción "Star for Mummy" apareció en la lista de las mejores de 2009 de Indienauta.
Indienauta completó su reconocimiento a la artista murciana al incluirla entre los mejores directos del año, gracias a su concierto en el Festival Octubre.